# Laurence Thoms
Laurence Thoms (* 26. März 1980 in Suva) ist ein ehemaliger fidschianischer Skirennläufer.

## Karriere
Er qualifizierte sich für die Olympischen Winterspiele 2002 in Salt Lake City und schrieb damit fidschianische olympische Geschichte, weil er nach dem Skilangläufer Rusiate Rogoyawa erst der zweite Fidschianer war der sich für Olympische Winterspiele qualifizieren konnte. Mit seinen Start im Riesenslalom am 21. Februar 2002 schrieb er zudem Geschichte, weil er als erster fidschianischer Skirennläufer an den Olympischen Winterspielen teilnahm. Den Wettbewerb beendete er auf den 55. Platz. Er startete zudem im Slalom, aber in diesen Wettbewerb schied er im ersten Lauf aus. Sein bestes Ergebnis bei einem FIS-Rennen belegte er am 12. September 2001 in Cardrona mit Rang 12.

## Erfolge

### Olympische Winterspiele
- Salt Lake City 2002: 55. Riesenslalom, DNF Slalom

### Australian New Zealand Cup
- Eine Platzierung unter den besten 20

### Weitere Erfolge
- 4 Platzierungen unter den besten 15 bei FIS-Rennen